# Гуликовка
Гулико́вка — село в Архаринском районе Амурской области, входит в состав Черниговского сельсовета.

## География
Село Гуликовка расположено к северо-западу от районного центра Архара, стоит на левом берегу реки Бурея.
Автомобильная дорога к селу Гуликовка идёт от Архары через Черниговку и село село Домикан.
Расстояние до административного центра Черниговского сельсовета села Черниговка — 17 км, расстояние до Архары — 43 км.
От села Гуликовка вверх по течению Буреи дорога идёт к станции Кулустай и к сёлам Левый Берег и Каменка.

## История
Село основано в 1901 году. Названо по фамилии первого землеустроителя – Гуликова Тимофея Яковлевича.

## Население
| 2002 | 2010 | 2012 | 2013 | 2014 | 2015 | 2016 |
| ---- | ---- | ---- | ---- | ---- | ---- | ---- |
| 24   | ↘19  | ↘18  | ↘17  | ↗18  | →18  | ↘16  |
| 2017 | 2018 |      |      |      |      |      |
| ↘15  | ↘14  |      |      |      |      |      |

## Улицы
- пер. Зерновой,
- ул. Школьная.